# Paperlate
Paperlate (en castellano "Noticias") es la canción principal del segundo EP del grupo de rock británico Genesis. Este EP, titulado 3 X 3 (ya que contenía tres canciones y el grupo constaba de tres músicos), alcanzó el puesto #10 en los rankings de álbumes de 1982. El éxito del EP fue tal, que le valió una aparición en el programa musical de la televisión británica "Top of the Pops".
En EE. UU. "Paperlate" fue lanzada como un sencillo, acompañada de la canción "You Might Recall" (Podrías recordar). El título de la canción deriva de una línea en la letra de la canción "Dancing With The Moonlit Knight", del álbum de Genesis Selling England by the Pound del año 1973. La línea dice lo siguiente:

Paperlate, cried a voice in the crowd (Noticias, gritó una voz en la multitud)

Esta canción la solía tocar el grupo durante las pruebas de sonido previas a los conciertos, y de estas pruebas de sonido es de donde surgió la idea para la canción. "Paperlate" es una de las dos canciones de Genesis que se caracterizan por poseer los aerófonos de Earth, Wind & Fire, la otra sería "No Reply at All", también proveniente de las sesiones de grabación de "Abacab". En cuanto a las letras, posee similitudes con otra de sus canciones de single, "I'd Rather Be You" del año 1987. Esta última canción pertenece a las sesiones de grabación del álbum "Invisible Touch" y ambas tratan sobre la ambición y la motivación.
Aparte de su inclusión en la versión norteamericana del álbum "Three Sides Live", "Paperlate" no apareció publicada en CD sino hasta noviembre de 2000, cuando fue incluida en el álbum compilatorio "Genesis Archive 2: 1976-1992" junto con "You Might Recall", también publicada en este EP. La tercera canción, "Me and Virgil", fue excluida de esta compilación, pero en 2007 las tres canciones fueron publicadas en el disco extra de la caja de colección "Genesis 1976-1982".
"Paperlate" fue tocada en vivo en algunas oportunidades, y es un raro caso de una canción de Genesis, que sin aparecer en un álbum en estudio del grupo, fue interpretadas en vivo. Otros ejemplos son "Inside and Out" o "Happy The Man".
- Datos: Q6978810